# Riu Conwy
El riu Conwy (pronunciació gal·lesa: [ˈkɔnʊɨ]; gal·lès: Afon Conwy) és un riu del nord de Gal·les. Del seu naixement fins al desembocament a la badia de Conwy fa uns 43 km. "Conwy" anteriorment s'anglicitzava com "Conway".
El nom 'Conwy' deriva de les paraules del gal·lès antic 'cyn' (cap) i 'gwy' (aigua); el riu antigament tenia el nom de 'Cynwy'.